# Владикавказ
Владикавказ (осет. Дзӕуджыхъӕу, рус. Владикавка́з) град је у Русији и главни град Северне Осетије — Аланије. Од Налази се на планини Кавказ и кроз њега протиче река Терек. Од 1931. до 1944. и од 1954. до 1990. град се звао Орџоникидзе (рус. Орджоникидзе).
Према попису становништва из 2010. у граду је живело 311.635 становника.

## Историја
Град је основан 1794. као руска тврђава и војна база за освајање Кавказа. Изградњом пута север-југ почетком 19. века, и каснијом изградњом железнице Ростов на Дону—Баку која пролази кроз Владикавказ, створили су се услови да овај град постане центар привреде и индустрије свога региона. Новембра 1942. трупе Вермахта су са 700 тенкова напале Владикавказ, али нису успеле да га освоје. Ово је била најисточнија тачка њиховог продора. Од 1931. до 1944. и од 1954. до 1990. град се звао Орџоникидзе по совјетском (грузијском) револуционару Григорију Орџоникидзеу.
Владикавказ данас има: универзитет, музеје, позориште, филхармонију, планетаријум и ТВ студио.
Из Владикавказа је фудбалски клуб Аланија.

## Становништво
Према прелиминарним подацима са пописа, у граду је 2010. живело 311.635 становника, 3.973 (1,26%) мање него 2002.
| 1939.   | 1959.   | 1970.   | 1979.   | 1989.   | 2002.   | 2010.   |
| ------- | ------- | ------- | ------- | ------- | ------- | ------- |
| 130.755 | 164.420 | 236.200 | 278.930 | 300.198 | 315.608 | 311.635 |

Становништво већином чине: Осети, Руси, Јермени и Грузини.

## Партнерски градови
- Ешвил
- Крџали
- Махачкала
- Наљчик
- Ардахан

## Географија

### Клима
| Клима Владикавказ           | Клима Владикавказ | Клима Владикавказ | Клима Владикавказ | Клима Владикавказ | Клима Владикавказ | Клима Владикавказ | Клима Владикавказ | Клима Владикавказ | Клима Владикавказ | Клима Владикавказ | Клима Владикавказ | Клима Владикавказ | Клима Владикавказ |
| Показатељ \ Месец           | .Јан.             | .Феб.             | .Мар.             | .Апр.             | .Мај.             | .Јун.             | .Јул.             | .Авг.             | .Сеп.             | .Окт.             | .Нов.             | .Дец.             | .Год.             |
| --------------------------- | ----------------- | ----------------- | ----------------- | ----------------- | ----------------- | ----------------- | ----------------- | ----------------- | ----------------- | ----------------- | ----------------- | ----------------- | ----------------- |
| Апсолутни максимум, °C (°F) | 20,2 (68,4)       | 22,6 (72,7)       | 30,3 (86,5)       | 34,0 (93,2)       | 33,1 (91,6)       | 38,0 (100,4)      | 37,5 (99,5)       | 39,2 (102,6)      | 38,2 (100,8)      | 33,5 (92,3)       | 24,8 (76,6)       | 27,2 (81)         | 39,2 (102,6)      |
| Максимум, °C (°F)           | 3,3 (37,9)        | 3,5 (38,3)        | 8,3 (46,9)        | 15,3 (59,5)       | 19,9 (67,8)       | 23,8 (74,8)       | 26,2 (79,2)       | 25,7 (78,3)       | 21,3 (70,3)       | 15,4 (59,7)       | 8,8 (47,8)        | 4,9 (40,8)        | 14,7 (58,5)       |
| Просек, °C (°F)             | −1,2 (29,8)       | −1,0 (30,2)       | 3,8 (38,8)        | 10,2 (50,4)       | 14,8 (58,6)       | 18,7 (65,7)       | 21,2 (70,2)       | 20,7 (69,3)       | 16,3 (61,3)       | 10,6 (51,1)       | 4,5 (40,1)        | 0,4 (32,7)        | 9,9 (49,8)        |
| Минимум, °C (°F)            | −5,7 (21,7)       | −5,6 (21,9)       | −0,8 (30,6)       | 5,1 (41,2)        | 9,8 (49,6)        | 13,6 (56,5)       | 16,2 (61,2)       | 15,7 (60,3)       | 11,2 (52,2)       | 5,7 (42,3)        | 0,1 (32,2)        | −4,1 (24,6)       | 5,1 (41,2)        |
| Апсолутни минимум, °C (°F)  | −23,0 (−9,4)      | −23,0 (−9,4)      | −20,0 (−4)        | −8,0 (17,6)       | −1,2 (29,8)       | 5,0 (41)          | 7,5 (45,5)        | 6,0 (42,8)        | 0,7 (33,3)        | −10,0 (14)        | −17,7 (0,1)       | −20,0 (−4)        | −23,0 (−9,4)      |
| Количина падавина, mm (in)  | 29,6 (1,165)      | 31,9 (1,256)      | 56,2 (2,213)      | 88,4 (3,48)       | 144,7 (5,697)     | 177,7 (6,996)     | 119,3 (4,697)     | 92,3 (3,634)      | 72,7 (2,862)      | 58,5 (2,303)      | 42,1 (1,657)      | 32,0 (1,26)       | 945,4 (37,22)     |
| Извор: Погода Владикавказ   |                   |                   |                   |                   |                   |                   |                   |                   |                   |                   |                   |                   |                   |